# Криштун Геннадій Ігорович
Генна́дій І́горович Кришту́н — майор Збройних сил України, учасник війни на сході України.

## З життєпису
Походить з родини кадрових військовиків — офіцерами були його батько і дід.
Геннадій Ігорович Криштун є сином очільника Військової служби правопорядку у Збройних Силах України — начальника Головного управління Військової служби правопорядку Збройних Сил України генерал-лейтенанта Ігоря Леонідовича Криштуна.

## Нагороди
- Орден Богдана Хмельницького ІІ ступеня (3 липня 2015) — за особисту мужність і високий професіоналізм, виявлені у захисті державного суверенітету та територіальної цілісності України, вірність військовій присязі[1]
- Орден Богдана Хмельницького ІІІ ступеня (21 серпня 2014) — за особисту мужність і героїзм, виявлені у захисті державного суверенітету та територіальної цілісності України, вірність військовій присязі, високопрофесійне виконання службового обов'язку[2]
- Орден «За мужність» ІІІ ступеня (27 листопада 2014) — за особисту мужність і героїзм, виявлені у захисті державного суверенітету та територіальної цілісності України[3]